# Hoshi Sato
Hoshi Sato es un personaje ficticio del universo Star Trek interpretado por Linda Park a la serie Star Trek: Enterprise.
Sato és el oficial de comunicaciones a bordo de la nave estelar Enterprise (NX-01), y también una lingüista que habla más de cuarenta idiomas, incluido el klingon. Es una experta en el funcionamiento del traductor universal, un instrumento que traduce a tiempo real muchas lenguas y capacitado para aprender nuevas.
Sato és la próxima japonesa en las series Star Trek desde Hikaru Sulu de la serie original, a pesar de que la actriz es coreana.

## Información[2]
- Raza: Humana

- Graduada en segundo lugar de su promoción en Exo-Lingüística.

- Sufre de claustrofobia

- Es cinturón negro de Aikido.

- A los dos meses de su entrenamiento en la Flota Estelar, fue descubierta jugando al póquer flotante por un superior, al que le rompió un brazo. Por este hecho fue expulsada por mala conducta de la Academia.